# 앤터니 곰리

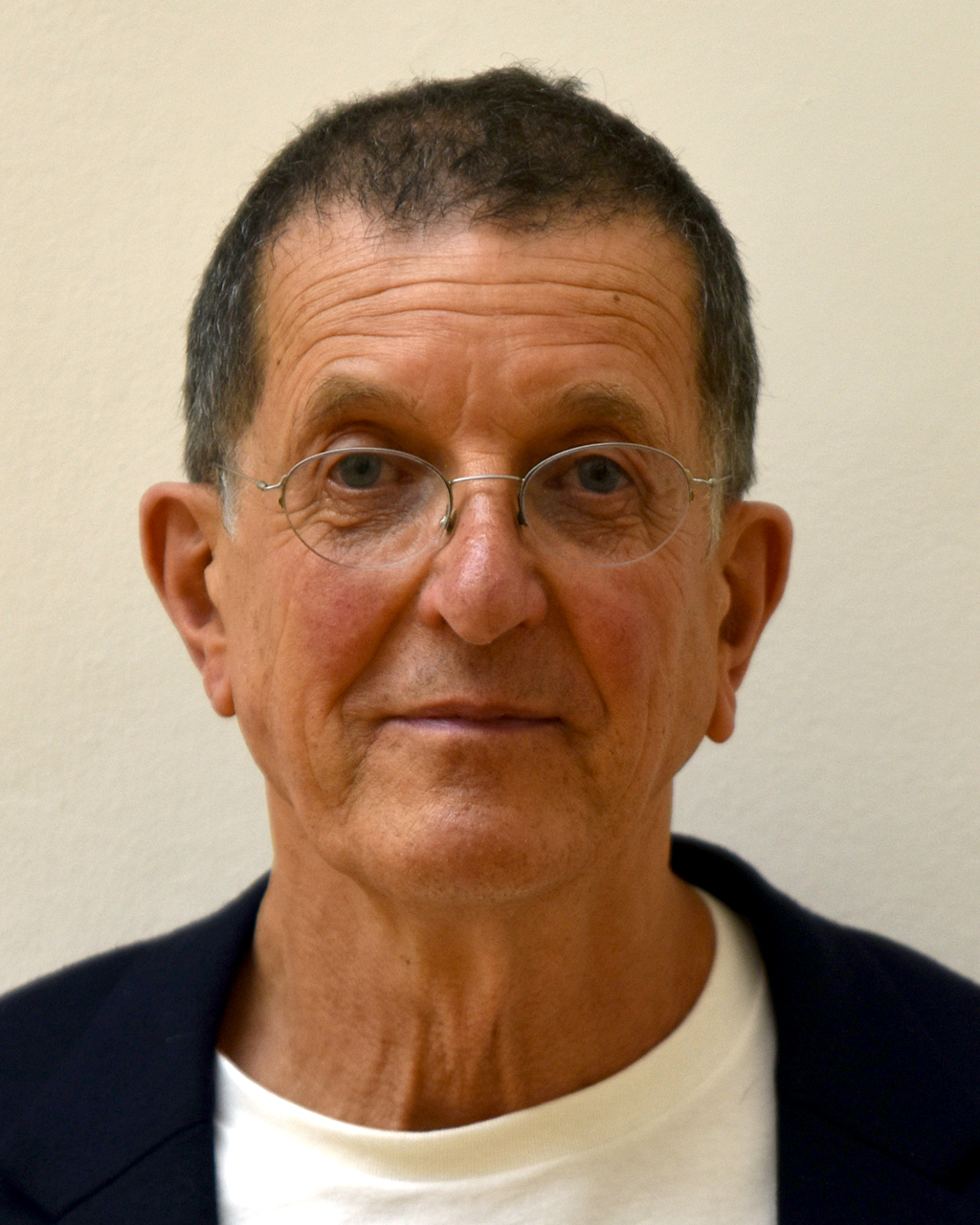
앤터니 곰리

앤터니 마크 데이비드 곰리(영어: Antony Mark David Gormley, 1950년 8월 30일 ~ )는 잉글랜드의 조각가다. 그의 작품으로는 1994년 의뢰를 받아 1998년 2월에 세워진 영국 북부 게이츠헤드의 에인절 오브 더 노스, 리버풀 근처 크로스비 비치의 어나더 플레이스 등이 있다.